# ميناء إيلزمير ونيستون (دائرة انتخابية في المملكة المتحدة)
ميناء إيلزمير ونيستون  (بالإنجليزية: Ellesmere Port and Neston)‏ هي إحدى الدوائر الانتخابية في المملكة المتحدة الممثلة في مجلس العموم في برلمان المملكة المتحدة.
عضو البرلمان الذي يمثلها حالياً هو :Andrew Miller (Lab).